# Sea of Stars (игра)
Sea of Stars — ролевая видеоигра от канадской студии Sabotage Studio, приквел к The Messenger (2018). Является идейным последователем Chrono Trigger, в частности несколько тем для саундтрека были написаны её композитором Ясунори Мицудой. Релиз проекта состоялся 29 августа 2023 на консолях и Windows. «Лучшая инди-игра года» по версии Golden Joystick Awards и The Game Awards.

## Геймплей
Геймплей включает в себя элементы решения головоломок и пошаговые бои, в которых игроки могут сражаться отрядом до шести игровых персонажей. Игра вдохновлена несколькими классическими проектами эпохи 16-битных консолей, такими как Illusion of Gaia, Breath of Fire и Chrono Trigger и содержит механики путешествий на корабле, побочные квесты и боевой режим, сосредоточенный на поиске «стихийных слабостей» противника.

## Сюжет
Герои Sea of Stars, Валери и Зейл, противостоят злобному алхимику, используя силу солнца и луны. Действие Sea of Stars происходит в том же мире, что и The Messenger, но за тысячи лет до событий последней.

## Разработка
Анонс Sea of Stars состоялся 19 марта 2020 года, в качестве планируемой даты релиза был указан 2022 год. Средства на разработку собирались через Kickstarter. Целью Sabotage Studio было разработать более амбициозную игру, нежели The Messenger. Креативный директор компании Тьерри Буланже отметил, что они намеревались сделать более масштабный проект в том же игровом мире, используя новый жанр — RPG (первая часть представляет собой метроидванию). Команда хотела «повысить ставки»: расширить отряд до шести персонажей и сделать игру более нелинейной, в отличие от её предшественницы. Саундтрек был написан Эриком Ви Брауном, дополнительные треки были созданы Ясунори Мицудой — композитором Chrono Trigger. В июне 2022 года Sabotage объявили о переносе игры на 2023 год. В феврале 2023 года Sabatoge появилась точная дата выпуска — 29 августа — и список платформ.
В сентябре 2023 года стало известно, что в разработке находится бесплатное DLC под названием Throes of the Watchmaker, действие которого развернётся в магическом мире «Хорлог». Дополнение будет включать, нового персонажа робота-инженера Арти, а также два новых класса для Валери и Зейла — «Жонглёр» и «Акробат», которые позволят героям использовать новые атаки, комбо и умения. В игре появятся новые локации, боссы, загадки, враги, NPC и свежие композиции в саундтреке, а также локальный кооперативный режим. Релиз Throes of the Watchmaker запланирован на весну 2025 года.
12 ноября 2024 года состоялся выход первого крупного дополнения к игре под названием Dawn of Equinox. В качестве нового контента, среди прочего, фигурирует локальный мультиплеер (игру можно будет проходить втроём), переделанный пролог, предустановка сложности при запуске нового прохождения, улучшенная реликвия Parrot (попугай, отслеживающий секреты), бонусная катсцена, а также т. н. Combat 2.0 — добавление функции Mystery Locks, которая привносит новый игровой цикл, раскрывающий способы разрушения заклинаний врагов каждый раз, когда в бою встречается их новый тип.

## Отзывы критиков
| Сводный рейтинг       | Сводный рейтинг                                   |
| Агрегатор             | Оценка                                            |
| --------------------- | ------------------------------------------------- |
| Metacritic            | 88/100 (PC) 91/100 (NS) 90/100 (PS5) 90/100 (XSX) |
| Иноязычные издания    |                                                   |
| Издание               | Оценка                                            |
| Edge                  | 7/10                                              |
| Game Informer         | 9/10                                              |
| GamesRadar+           | [ 26 ]                                            |
| IGN                   | 8/10                                              |
| PC Gamer (US)         | 79/100                                            |
| Русскоязычные издания |                                                   |
| Издание               | Оценка                                            |
| StopGame.ru           | Похвально                                         |

По данным агрегатора рецензий Metacritic, Sea of Stars получила «преимущественно положительные» отзывы прессы. Продажи игры достигли 100 тысяч копий в первый день после релиза, несмотря на то, что она доступна в подписочных сервисах Game Pass и PS Plus. По словам разработчиков они не ожидали такого результата, так как это значительно больше, чем было у The Messenger. В свою очередь за первую неделю была преодолена отметка в 250 тысяч экземпляров. Согласно комментариям представителей студии они прогнозировали достичь такой цифры за календарный год.
Создатели Chrono Trigger (игры, послужившей одним из ориентиров для Sea of Stars) Юдзи Хории, Хиронобу Сакагути и Казухико Торисима высоко оценили проект, особо похвалив её «красивую» визуальную часть. Отметив, что он выглядит так же, как классическая игра 1995 года от Square, и что команда Sabotage Studio проделала отличную работу.
Sea of Stars была признана «лучшей инди-игрой года» на церемонии Golden Joystick Awards 2023, а также на церемонии The Game Awards 2023.